# 埼玉県立寄居城北高等学校
埼玉県立寄居城北高等学校（さいたまけんりつ よりいじょうほくこうとうがっこう）は、埼玉県大里郡寄居町桜沢に所在する公立の高等学校。2008年4月に開校した。

## 設置学科
- 総合学科　　寄居城北高等学校は、単位制総合学科として、3つの系列と８つの学習プランを設定している。
- 【文理総合系列】（①文系プラン、②理系プラン、③看護医療プラン、④保育プラン）大学や短期大学、高等看護学校等への進学を目指す。センター試験・一般受験を視野に入れ、学力の一層の向上を図る。
- 【情報ビジネス系列】（⑤情報プラン、⑥ビジネスプラン）実務的な知識や技能を習得するため、情報処理や簿記をはじめ幅広く情報・商業系の資格を積極的に取得し、企業への就職や大学などへの進学を目指す。
- 【健康教養系列】（⑦ウェルネスプラン、⑧スポーツプラン）社会人としての基礎的かつ基本的な教養を身につけ、心身の健康に関する理解を深めるため、福祉や生活、スポーツなどに関する内容を幅広く学習し、企業への就職や上級学校への進学を目指す。

## 概要
〇　埼玉県の県立高等学校再編計画にもとづき、埼玉県立寄居高等学校と埼玉県立川本高等学校が統合され、従来の寄居高校の地を引き継ぐ形で開設された。2019年度募集から定員は200名。
あまちゃんのロケ地として使用された。
〇　目指す学校像を、「一人ひとりが　個性輝く　元気な学校　～総合学科の特色を生かした教育を展開し、知・徳・体のバランスのとれた生徒を育成する。～　」としている。（2018年度より）
〇　総合学科実習棟（産社室、器楽室、陶芸室、マルチメディア室、保育室、介護実習室）を設置しており、多様な教室で多彩な学びに取り組むことができる。また、すべての教室に冷房を完備しており、快適な学習環境を提供している。教室棟、管理棟、総合学科実習棟の他、体育館、格技場、弓道場、野球場１面、サッカー場１面、陸上トラック、ハンドボールコート１面、テニスコート3面、プール、部室棟、合宿所、紫陽館（食堂・トレーニングルーム・会議室）などがある。
〇　全学年で少人数学級編成を実施し、きめ細やかな指導を行っている。（各クラスの平均生徒数は３３名程度）
〇　１・２年次の主要教科、国語・数学・英語において、少人数習熟度別授業を展開し、「わかる授業」を実施している。（１講座あたりの生徒数は２０人前後）
〇　日課表に、朝学習の時間を設定して、安定した学習習慣の確立、基礎学力の定着を図っている。
〇　１年次全員を対象としたインターンシップ（就業体験）や「産業社会と人間」の授業を通して、早期に職業意識の向上を図っている。
〇　インターンシップや小中高連携事業、地元行事への参加などを通じて、地域社会への貢献意識を高め、身だしなみや挨拶、時間遵守など日常の基本的な生活態度を身につける指導を行っている。
〇　安心・安全な学校づくりのため、生命や人権を尊重する指導の充実を図っている。

## 沿革
- 2008年4月 - 埼玉県立寄居高等学校と埼玉県立川本高等学校が統合する形で開校した。（校地は寄居高等学校の跡地）

## アクセス
- 秩父鉄道秩父本線桜沢駅より徒歩3分
- 県北都市間路線代替バス 深谷駅‐寄居車庫線 寄居城北高校前停留所よりすぐ

## 学校行事
遠足、体育祭、球技大会、城北祭（文化祭）、修学旅行（2年次）、マラソン大会、芸術鑑賞会、三送会などが行われる。特に体育祭や城北祭（文化祭）など、生徒会役員を中心に生徒全員が一丸となって積極的に取り組み、大いに盛り上がる。

## 部活動
埼玉県立寄居高等学校の部活動が引き継がれる形となった。現在活動中の部活動は以下のとおり。運動部・文化部ともに日々の活動に切磋琢磨し、それぞれ良い成果を上げている。2017年度は弓道部が東日本大会出場、剣道部が関東大会ベスト１６となった。美術部は油絵作品が県展で入賞し、2017年度から3年連続で全国展覧会への出品が決定した。その他、男女ともほとんどの部活動が県大会へ出場し活躍している。

### 運動部
- 野球部
- サッカー部
- 女子サッカー部
- ソフトテニス部
- 卓球部
- ハンドボール部

- バスケットボール部
- バレーボール部
- 剣道部
- 弓道部
- 陸上部

### 文化部
- 吹奏楽部
- コーラス部
- 書道部
- 家庭科部
- 茶道部
- 華道部

- パソコン部
- 美術部
- JRC部
- 写真部